# Sisyphus submonticolus
Sisyphus submonticolus är en skalbaggsart som beskrevs av Henry Fuller Howden 1965. Sisyphus submonticolus ingår i släktet Sisyphus och familjen bladhorningar. Inga underarter finns listade i Catalogue of Life.